# Distretto di Andırın
Il distretto di Andırın (in turco Andırın ilçesi) è uno dei distretti della provincia di Kahramanmaraş, in Turchia.